# Quyết Tiến (phường)
Quyết Tiến là một phường thuộc thành phố Lai Châu, tỉnh Lai Châu, Việt Nam.

## Địa lý
Phường Quyết Tiến có vị trí địa lý: 
- Phía đông giáp phường Đoàn Kết
- Phía tây giáp phường Quyết Thắng
- Phía nam giáp huyện Tam Đường
- Phía bắc giáp xã Sùng Phài.

Phường có diện tích 3,07 km², dân số năm 2012 là 6.834 người, mật độ dân số đạt 2.229 người/km².

## Lịch sử
Phường Quyết Tiến được thành lập vào ngày 2 tháng 1 năm 2012 trên cơ sở điều chỉnh 306,66 ha diện tích tự nhiên và 6.834 người của phường Quyết Thắng.